# 오스트레일리아 축구 연맹

오스트레일리아 축구 연맹(영어: Football Australia)은 오스트레일리아의 축구 협회이다. 국제축구연맹(FIFA)과 아시아 축구 연맹(AFC)에 가입되어 있다. A리그 멘, 오스트레일리아 축구 국가대표팀 등을 관리하고 FFA컵 등의 공식 경기를 주최한다.

## 같이 보기
- 아시아 축구 연맹
- 아세안 축구 연맹
- 오스트레일리아 축구 국가대표팀
- 오스트레일리아 여자 축구 국가대표팀
- A리그 멘